# Formiche Alto
Formiche Alto é um município da Espanha na província de Teruel, comunidade autónoma de Aragão. Tem 78,17 km² de área e em 2021 tinha 155 habitantes (densidade: 2 hab./km²).

## Demografia
| Variação demográfica do município entre 1991 e 2004 | Variação demográfica do município entre 1991 e 2004 | Variação demográfica do município entre 1991 e 2004 | Variação demográfica do município entre 1991 e 2004 |
| --------------------------------------------------- | --------------------------------------------------- | --------------------------------------------------- | --------------------------------------------------- |
| 1991                                                | 1996                                                | 2001                                                | 2004                                                |
| 217                                                 | 201                                                 | 204                                                 | 191                                                 |